# Domen Škofic
Domen Škofic, slovenski športni plezalec, * 11. april 1994, Ljubljana.
Škofic je je v letih 2014 in 2015 osvojil bronasto medaljo v skupnem seštevku svetovnega pokala v kombinaciji, leta 2016 pa je kot prvi slovenski plezalec osvojil skupno zmago svetovnega pokala v težavnosti. Za ta uspeh je leta 2017 je prejel Bloudkovo plaketo za »pomemben tekmovalni dosežek v športu«.